# Czynnik stymulujący tworzenie kolonii granulocytów i makrofagów

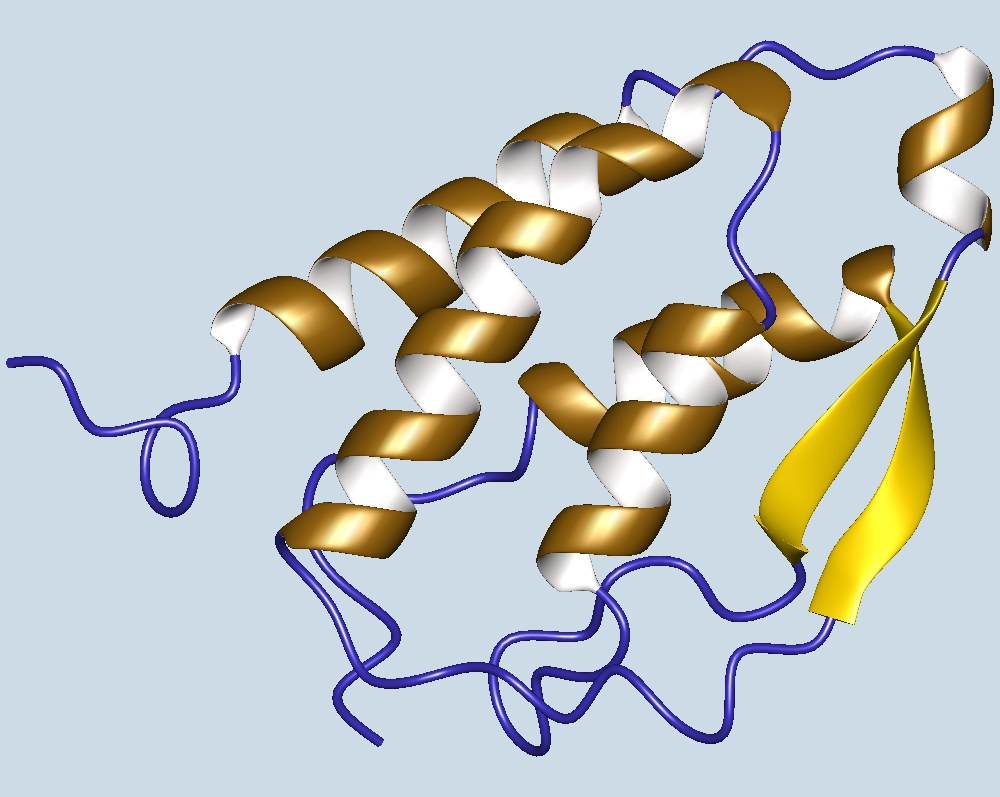
Model budowy ludzkiego GM-CSF

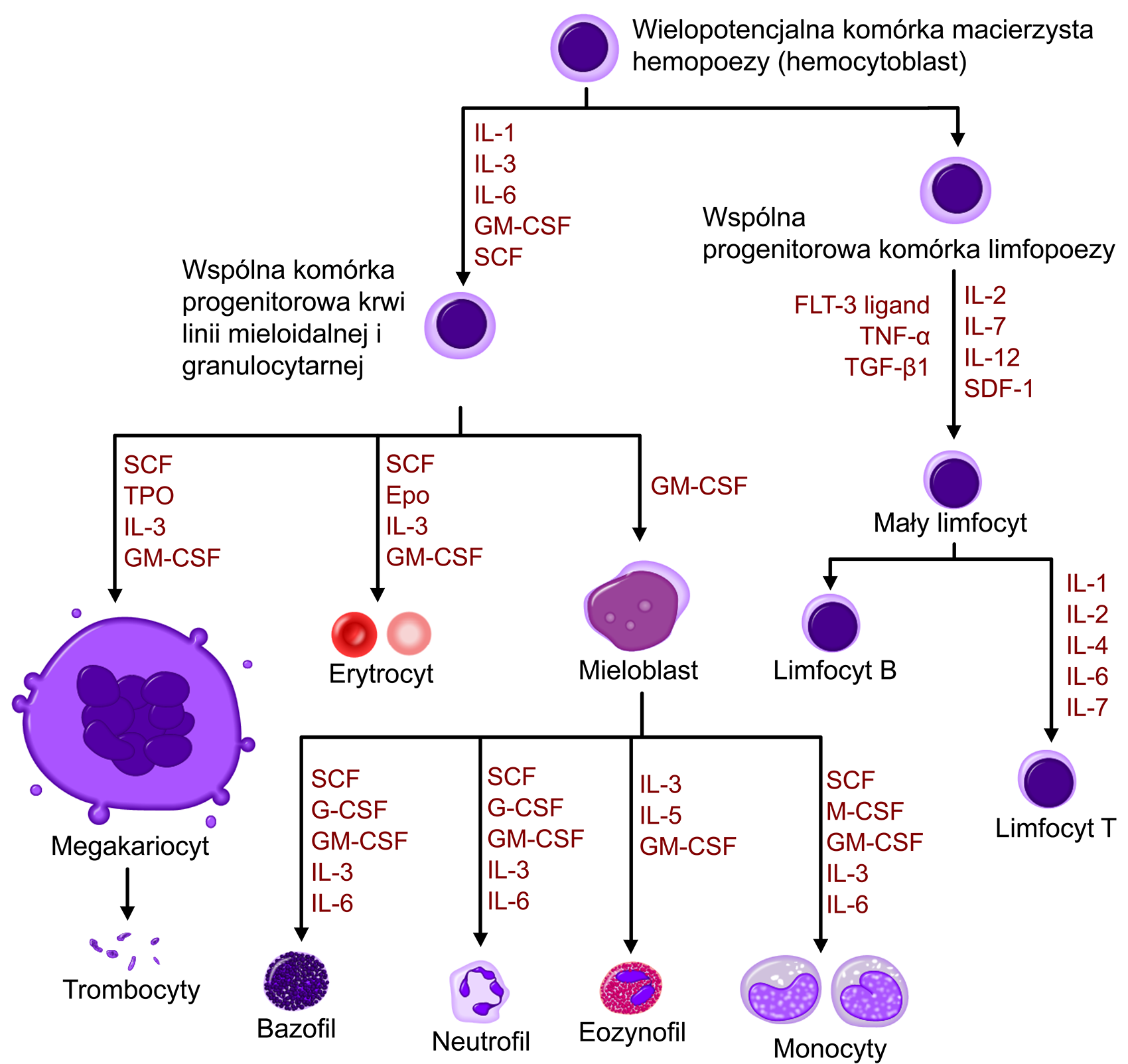
Rola GM-CSF w hematopoezie

Czynnik stymulujący tworzenie kolonii granulocytów i makrofagów, GM-CSF (od ang. granulocyte-macrophage colony-stimulating factor) – cytokina wpływająca na krwiotworzenie, a ściślej hematopoezę.
Czynnik ten pobudza rozwój komórek należących do linii granulocytarnej i makrofagowej, zwiększa właściwości fagocytarne, wytwarzanie innych cytokin i ekspresję niektórych cząsteczek powierzchniowych na dojrzałych komórkach granulocytów i makrofagów. Działając na komórki NK, GM-CSF wzmaga ich cytotoksyczność. Wydzielanie GM-CSF jest istotne podczas infekcji, gdyż powoduje zwiększenie liczby granulocytów, zwłaszcza neutrofilów.

Przeczytaj ostrzeżenie dotyczące informacji medycznych i pokrewnych zamieszczonych w Wikipedii.